# Le Glandeur
Pour plus de détails, voir Fiche technique et Distribution.
Le Glandeur est un film français réalisé par Jean-Pierre Mocky, sorti en 2000.

## Synopsis
La journée surréaliste d’un ancien arbitre
professionnel dont la femme veut qu’il retrouve du travail, alors qu’il ne
cherche qu’à vivre sa vie tranquille, rencontrer des gens, s’amuser, encourager
les autres et leur remonter le moral, mais surtout à glander en vivant aux
crochets de sa compagne.

## Fiche technique
- Titre français : Le Glandeur
- Réalisation : Jean-Pierre Mocky
- Scénario : Jean-Pierre Mocky
- Photographie : Edmond Richard
- Production : Jean-Pierre Mocky
- Pays d'origine :  France
- Format : couleurs
- Genre : comédie
- Date de sortie : 
  - France : 20 septembre 2000

## Distribution
- Evelyne Harter : Fernande Bombec, la ministre des Sports
- Jean-Pierre Mocky : Bruno Bombec, le glandeur
- Jean Abeillé : Le directeur de la pouponnière
- Macha Béranger : Mme Gratkine
- Henri Attal : le mystique près du chantier
- Christian Chauvaud : M. Humbert
- Jean-Pierre Clami
- Michel Francini : le président du club de majorettes
- Roger Knobelspiess : le récupérateur
- Pierre-Marcel Ondher